# Kiidjärve (przystanek kolejowy)
Kiidjärve – przystanek kolejowy w miejscowości Kiidjärve, w prowincji Põlva, w Estonii. Położony jest na linii Tartu - Koidula. 

## Historia
Przystanek został otwarty 1 listopada 1931 wraz z otwarciem linii.